# Barbara Koehn
Barbara Koehn (* 1932 in Berlin; † 10. Juli 2009 in Paris) war eine deutsche Germanistin und Historikerin.
Koehn studierte Romanistik und Germanistik und siedelte 1967 nach Frankreich über. Sie wurde Professorin für deutsche Literatur und Philosophie an der Universität Rennes 2. 2001 wurde sie emeritiert. Sie war Präsidentin der Internationalen Alfred-Döblin-Gesellschaft und Mitglied der Forschungsgemeinschaft 20. Juli 1944. Sie lebte zuletzt in Paris.

## Schriften (Auswahl)
als Autorin
- Alfred Döblin. Ses écrits politiques et philosophiques. Dissertation. Universität Paris 1994.
- La résistance allemande contre Hitler, 1933–1945 (Politique d’aujourd’hui). PUF, Paris 2003, ISBN 2-13-053671-9.
  - deutsch: Der deutsche Widerstand gegen Hitler. Eine Würdigung (= Zeitgeschichtliche Forschungen. 32). Duncker & Humblot, Berlin 2007, ISBN 978-3-428-12459-6.
- Carl-Heinrich von Stülpnagel, Offizier und Widerstandskämpfer. Eine Verteidigung (= Zeitgeschichtliche Forschungen. 34). Duncker & Humblot, Berlin 2008, ISBN 978-3-428-12892-1.

als Herausgeberin
- La crise de la modernité européenne. Presses universitaires de Rennes, Rennes 2001, ISBN 2-86847-572-2.
- La révolution conservatrice et les élites intellectuelles européennes. Presses universitaires de Rennes, Rennes 2003, ISBN 2-86847-787-9.